# Ramilja Boerangoelova
Ramilja Moenavarovna Boerangoelova (Russisch: Рамиля Мунаваровна Бурангулова) (Kandry-Kutuy, 11 juli 1961) is een Russische langeafstandsloopster, die gespecialiseerd is in de marathon. 

## Loopbaan
Boerangoelova schreef enkele marathons op haar naam, zoals Dubai (2000 en 2001) en Honolulu (1996), Los Angeles (2007) en Baltimore (2004 en 2005). Haar persoonlijk record van 2:28.03 liep ze op de marathon van Nagoya 1993, waarmee ze een derde plaats behaalde. 
Boerangoelova nam tweemaal deel aan de Olympische Spelen, tweemaal aan de wereldkampioenschappen en eenmaal aan de Europese kampioenschappen. Haar beste prestatie is een vierde plaats op de WK van 1993 in Stuttgart. Ze finishte daar in 2:33.03 in een wedstrijd, die werd gewonnen door de Japanse Junko Asari in 2:30.03.

## Persoonlijke records
| Onderdeel      | Prestatie | Datum        | Plaats   |
| -------------- | --------- | ------------ | -------- |
| 5000 m         | 16.00,66  | 1995         | Moskou   |
| halve marathon | 1:10.14   | onbekend     | onbekend |
| marathon       | 2:28.03   | 7 maart 1993 | Nagoya   |

## Palmares

### 15 km
- 2010: 11e Utica Boilermaker - 53.47

### halve marathon
- 1995: 36e WK in Belfort - 1:14.19
- 2000:  halve marathon van Bogota - 1:17.11
- 2001:  halve marathon van Buenos Aires - 1:12.59
- 2001: 4e halve marathon van Philadelphia - 1:11.41
- 2001:  San Blas Half Marathon - 1:16.06
- 2002:  San Blas Half Marathon - 1:15.11
- 2002: 4e halve marathon van Philadelphia - 1:12.46
- 2004:  San Blas Half Marathon - 1:14.00

### marathon
- 1990: 4e marathon van Nagoya - 2:35.51
- 1991: 8e WK - 2:33.00
- 1991: 7e marathon van Londen - 2:30.41
- 1991: 5e New York City Marathon - 2:31.55
- 1992:  marathon van Tokio - 2:30.34
- 1992: 8e OS - 2:38.46
- 1993: 4e WK - 2:33.03
- 1993:  marathon van Nagoya - 2:28.03
- 1993: 7e New York City Marathon - 2:36.13
- 1994:  marathon van Nagoya - 2:31.12
- 1994: 5e marathon van Tokio - 2:33.17
- 1995: 10e marathon van Nagoya - 2:34.57
- 1995: 12e marathon van Tokio - 2:34.38
- 1996: 4e marathon van Nagoya - 2:27.58
- 1996:  marathon van Honolulu - 2:34.28
- 1996: 35e OS - 2:38.04
- 1997: 5e marathon van Londen - 2:28.07
- 2000:  marathon van Dubai - 2:40.22
- 2000: 14e marathon van Londen - 2:31.14
- 2001:  marathon van Dubai - 2:37.07
- 2001: 9e Twin Cities Marathon (St. Paul) - 2:35.41
- 2003:  marathon van Hartford - 2:33.26
- 2004: 4e marathon van Tempe - 2:33.49
- 2004:  marathon van Baltimoore - 2:40.21
- 2005:  marathon van Duluth - 2:33.03
- 2005:  marathon van Baltimore - 2:42.00
- 2007:  marathon van Los Angeles - 2:37.54
- 2010:  marathon van Jacksonville - 2:37.46
- 2011: 5e marathon van Jacksonville - 2:42.27